# NGC 6119
NGC 6119 est une galaxie spirale située dans la constellation de la Couronne boréale. Sa vitesse par rapport au fond diffus cosmologique est de 9 237 ± 4 km/s, ce qui correspond à une distance de Hubble de 136,2 ± 9,5 Mpc (∼444 millions d'al). NGC 6119 a été découverte par l'astronome britannique John Herschel en 1827.
En raison d'une brillance de surface égale à 14,16 mag/am2, on peut qualifier NGC 6119 de galaxie à faible brillance de surface (LSB en anglais pour low surface brightness). Les galaxies LSB sont des galaxies diffuses (D) avec une brillance de surface inférieure de moins d'une magnitude à celle du ciel nocturne ambiant.